# Вербилки (станция)
Верби́лки — узловая железнодорожная станция Савёловского направления Московской железной дороги в одноимённом пгт Талдомского городского округа Московской области. 
Станция относится к линиям: Вербилки — Дубна и Дмитров — Савёлово. Отсюда железнодорожная дорога от Дмитрова разделяется в направлении Савёлово и Дубны.

## История
Открыта при строительстве Московско-Ярославской железной дороги в 1901 году.
Ветка Вербилки — Большая Волга была построена в 1930-е года в ходе строительства канала имени Москвы. Разобрана во время войны, восстановлена в 1950-х и продлена до Дубны в 1969 году.
В 1970 году через Вербилки в сторону Большой Волги началось движение электропоездов, в 1979 году в сторону Савёлово. 
До середины 1990-х по станции проводились манёвры по комплектованию и отправке сборных грузовых составов в Дмитров для постановки их в состав основного грузового поезда, который бы следовал в Бескудниково, на Ярославское или Ленинградское направления. На данный момент станция используется лишь для временного отстоя сборных поездов, пришедших с Большой Волги и Соревнования, а также Талдома.
В начале 2000-х по станции проходили или отстаивались грузовые поезда, следующие с Октябрьской ЖД через Сонково. Причиной послужило крушение на Октябрьской ЖД состава с топливом (временное решение руководства ОктЖД, до выяснения причин крушения).
Ранее была станцией 5 класса.

## Инфраструктура
Входит в Московско-Смоленский центр организации работы железнодорожных станций ДЦС-3 Московской дирекции управления движением. По основному характеру работы является промежуточной, по объёму работы отнесена к 4 классу.
Расположена в 90 км от Савёловского вокзала. Состоит из главного 2-го пути и двух боковых: 1-го и 3-го. Имеется упраздненный 4-й путь, выполняющий на данный момент функцию улавливающего тупика. 
Пассажирская платформа высокая, расположена между 2-м, главным, путём и боковым 1-м, и способна принимать электропоезда в составе 12 вагонов. Построена пассажирская высокая платформа вдоль 3-го пути станции; эта платформа используется как зонная.
Имеется касса для продажи билетов.

## Движение по станции
По станции имеют остановки лишь пригородные электропоезда, в том числе экспресс Москва — Дубна (с 2014 года). В сутки станция принимает 26 электропоездов из Москвы, 16 из которых отправляются в сторону Савёлово, а 10 — в Дубну. Столько же, 26, следуют обратно в Москву. 
Участки путей до Дубны и Савёлово — однопутные; в сторону Москвы до Дмитрова — однопутный, далее (от Дмитрова к Москве) — двухпутный. В связи с этим часть поездов подвергается скрещению по станции.
Поезд дальнего следования Москва — Рыбинск (следует в сторону Савёлово через станцию примерно в 22:30—22:40) не останавливается.

## Общие сведения
На восточной части станции расположены 2 продовольственных и 1 хозяйственный магазин, а также автовокзал, с которого отправляются автобусы в центральную часть поселка, на Талдом, Нушполы и Запрудню. Также со станции отправляются маршрутные такси, дублирующие основные автобусные маршруты.
Восточнее станции, примерно в 800 метрах, расположена центральная часть поселка городского типа Вербилки, южнее, справа, по ходу движения в Москву, находится СНТ «Вербилки», а западнее — дмитровское лесничество и лесоперерабатывающая фабрика. На станции расположен кормовой пересыпной пункт, к которому от бокового 1-го пути подведена отдельная ветка. Вдоль данной ветки также расположена эстакада, предназначенная для погрузки на прибывшие ЖД платформы или с них автотранспорта или тракторов. Ныне используется для складирования шпал и рельсовых элементов.
От бывшего 4-го пути имеется ответвление, ведущее на завод ЗАО «Фарфор Вербилок», по которому при помощи тепловоза ТГК2 происходит доставка готовой продукции на станцию и сырья на завод.
На текущий момент ведется строительство базовой станции, на вышке которой будут расположены ретрансляторы нескольких операторов сотовой связи московского региона.